# DOCUMENT
『DOCUMENT』（ドキュメント）は、1990年4月25日にアルファレコードから発売されたSOFT BALLETの2ndアルバム。

## 概要
- 初回版ではメンバーのライナーノーツが記載されたフォトブックレット、ポストカード三枚、紙ケースが付属。
- 歌詞カードでは、何故か8曲目と9曲目のページが逆になっている。

## 収録曲
- 括弧内は作曲者。作詞者は全て遠藤遼一。編曲は全曲SOFT BALLET。

1. NO PLEASURE （藤井麻輝）
2. MIDARA (PORTE DÉVERGONDÉE) （藤井麻輝）
3. PRIVATE PRIDE （森岡賢）
4. JARO '68 （藤井麻輝）
5. BELIEVE IN A BLUE WORLD （森岡賢）
6. ESCAPE （藤井麻輝）
7. TWIST OF LOVE -Acoustic Version- （森岡賢）
8. FAITH IS A （藤井麻輝）
9. COMA BABY （藤井麻輝）
10. AFTER IMAGES （森岡賢）

## 関連シングル
1. TWIST OF LOVE
  - TWIST OF LOVE (Original Version) / NEEDLE (Japanese Version)
2. ESCAPE -Rebuild
  - ESCAPE -Rebuild / PRIVATE PRIDE -Remake / ESCAPE -2nd. Mix

## 参加ミュージシャン
- 遠藤遼一 - ヴォーカル
- 森岡賢 - ヴォーカル、コーラス、コンピュータ・プログラミング、シンセサイザー、ピアノ
- 藤井麻輝 - ヴォイス、コンピュータ・プログラミング、シンセサイザー

### ゲスト
- 塚田嗣人 - アコースティックとエレクトリック・ギター（1、3、5、7、9-10）
- 藤田タカシ - エレクトリック・ギター（2、8）
- 諸田コウ - ベース（4、9）
- 山崎茂 - エレクトリック・ギター（4）
- 小宮俊男 - トム・トム（10）